# Zemenu Muchie
Zemenu Muchie (hebräisch זמנו מוצה; * 5. Dezember 2000) ist ein israelischer Leichtathlet, der sich auf den Hindernislauf spezialisiert hat.

## Sportliche Laufbahn
Erste internationale Erfahrungen sammelte Zemenu Muchie im Jahr 2017, als er bei den U18-Europameisterschaften in Nairobi mit 9:01,06 min in der Vorrunde im 3000-Meter-Lauf ausschied. 2019 gewann er bei den U20-Balkan-Meisterschaften in Cluj-Napoca in 9:08,40 min die Bronzemedaille über 3000 m Hindernis und anschließend schied er bei den U20-Europameisterschaften in Borås mit 9:17,75 min im Vorlauf aus. Zudem vertrat er Israel bei der 2. Liga der Team-Europameisterschaft in Varaždin und wurde im Dezember bei den Crosslauf-Europameisterschaften in Lissabon in 20:12 min 63. im U20-Rennen. 2021 schied er bei den U23-Europameisterschaften in Tallinn mit 9:01,34 min in der Vorrunde über 3000 m Hindernis aus und im Dezember wurde er bei den Crosslauf-Europameisterschaften in Dublin nach 25:51 min 45. im U23-Rennen. Im Jahr darauf belegte er bei den U23-Mittelmeer-Meisterschaften in Pescara in 9:05,43 min den siebten Platz im Hindernislauf und erreichte im Winter bei den Crosslauf-Europameisterschaften in Turin nach 25:27 min Rang 47 im U23-Rennen. 2025 wurde er bei der 2. Liga der Team-Europameisterschaft in Maribor in 8:48,01 min Dritter hinter dem Türken Abdullah Tuğluk und Tim Van de Velde aus Belgien. Anschließend gewann er bei den Balkan-Meisterschaften in Volos in 8:47,93 min die Bronzemedaille hinter den Türken Abdullah Tuğluk und Ersin Tekal. 
In den Jahren 2020 und von 2022 bis 2025 wurde Muchie israelischer Meister im 3000-Meter-Hindernislauf.

## Persönliche Bestleistungen
- 3000 m Hindernis: 8:33,69 min, 20. Juli 2024 in Ninove